# تشريستوس اينتزيديس
تشريستوس اينتزيديس (باليونانية: Χρήστος Ιντζίδης)‏ (9 يناير 1993 بسلانيك في اليونان - ) هو لاعب كرة قدم يوناني في مركز الدفاع. لعب مع أبولون ليماسول وأريس تسالونيكي وأوليمبياكوس فولو وليفادياكوس ونادي باوك ونادي بلاتانياس ونادي باناتشايكي ‏.

## روابط خارجية
- تشريستوس اينتزيديس على موقع قاعدة بيانات كرة القدم.إي يو (الإنجليزية)
- تشريستوس اينتزيديس على موقع Soccerway.com (الإنجليزية)
- تشريستوس اينتزيديس على موقع AS.com (الإسبانية)